# Camino del Diablo

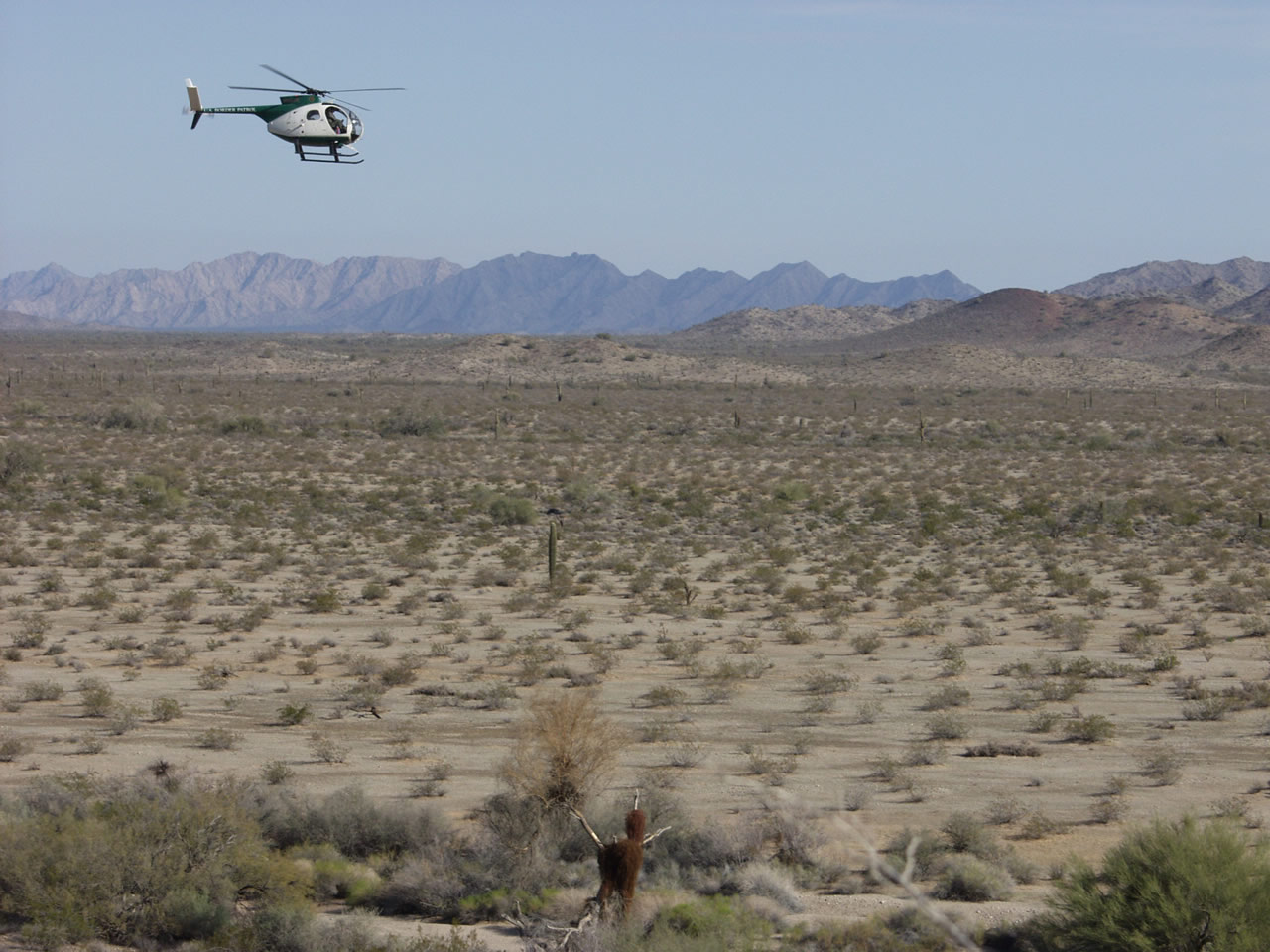
Elicottero della Border Patrol lungo il Camino del Diablo, 2004

Il Camino del Diablo (che in spagnolo significa "il cammino del diavolo") è una storica strada di 400 chilometri che si estende, oggigiorno, attraverso alcuni dei territori più remoti e aridi del deserto di Sonora nella contea di Pima e nella contea di Yuma, in Arizona. 

## Descrizione
In uso da almeno 1.000 anni, si ritiene che il Camino del Diablo nacque come una serie di sentieri utilizzati dai nativi americani che vivono nel deserto. Dal XVI al XIX secolo, la strada fu ampiamente utilizzata da conquistadores, esploratori, missionari, coloni, minatori e cartografi. L'uso del percorso è diminuito drasticamente dopo che la ferrovia ha raggiunto Yuma nel 1870. In riconoscimento del suo significato storico, il Camino del Diablo è stato inserito nel National Register of Historic Places nel 1978. È stato anche designato un Bureau of Land Management Back Country Byway.
Il nome, come l'altro suo nome storico Camino del Muerto, ("cammino del morto") si riferisce alle dure condizioni che non perdonano durante il tragitto.